# Unione Sportiva Cremonese 1925-1926
Questa pagina raccoglie le informazioni riguardanti l'Unione Sportiva Cremonese nelle competizioni ufficiali della stagione 1925-1926.

## Stagione
Nella stagione 1925-1926 la Cremonese ha disputato il girone B della Prima Divisione Nord. Si è piazzata seconda con 29 punti alle spalle della Juventus, che ha vinto il torneo a dodici squadre con 37 punti in classifica. Con la riforma dei campionati bastava arrivare tra le prime otto classificate per accedere al nuovo massimo campionato italiano, che dalla prossima stagione si chiama Divisione Nazionale. Allenata dal confermato tecnico ungherese Eugen Payer la Cremonese sfiora l'impresa, giunge seconda, anche se a otto lunghezze dalla Juventus, che poi vince la finale di Lega Nord, superando il Bologna, e poi vince il suo secondo scudetto, superando nelle finali l'Alma Roma. Nell'estate del 1925, dopo ventidue anni di rigorosa autarchia, la Cremonese rompe il tabù e ingaggia i primi due stranieri della sua storia calcistica, sono entrambi due giovani ungheresi, entrambi interni di centrocampo, si tratta di Gyula Wilhelm e József Jeszmás, quest'ultimo risulta anche il miglior realizzatore avendo firmato 13 reti in campionato. Altra soddisfazione stagionale, la convocazione in nazionale dell'ala sinistra Mariano Tansini detto "la Lepre", il primo giocatore della Cremonese a indossare la maglia azzurra.

## Rosa
| N. |                     | Ruolo | Calciatore          |
| -- | ------------------- | ----- | ------------------- |
|    | Italia (bandiera)   | A     | Ercole Bodini       |
|    | Italia (bandiera)   | D     | Giuseppe Bonizzoni  |
|    | Italia (bandiera)   | C     | Pietro Bonzio       |
|    | Italia (bandiera)   | C     | Luigi Cabrini       |
|    | Italia (bandiera)   | C     | Cesare Cassanelli   |
|    | Italia (bandiera)   | P     | Dario Compiani      |
|    | Italia (bandiera)   | C     | Pietro Dalle Vedove |
|    | Ungheria (bandiera) | A     | József Jeszmás      |
|    | Italia (bandiera)   | D     | Emilio Manfredi     |
|    | Italia (bandiera)   | C     | Piero Mondini       |

| N. |                     | Ruolo | Calciatore          |
| -- | ------------------- | ----- | ------------------- |
|    | Italia (bandiera)   | C     | Battista Perotti    |
|    | Italia (bandiera)   | A     | Andrea Poli         |
|    | Italia (bandiera)   | C     | Giovanni Puerari    |
|    | Italia (bandiera)   | D     | Attilio Ravani      |
|    | Italia (bandiera)   | D     | Ottorino Ravani     |
|    | Italia (bandiera)   | D     | Secondo Talamazzini |
|    | Italia (bandiera)   | A     | Mariano Tansini     |
|    | Ungheria (bandiera) | C     | Gyula Wilhelm       |
|    | Italia (bandiera)   | A     | Alessandro Zini     |

## Risultati

### Prima Divisione

#### Girone di andata
| Arbitro: | Vagge (Genova) |

|                      |           |                                                |
| K. Muller 75’ (rig.) | Marcatori | 22’ (rig.) 53’ Jeszmás 69’ Tansini 84’ Wilhelm |

| Arbitro: | Girelli (Verona) |

|                                                               |           |  |
| Wilhelm 2’, 80’ E. Bodini 16’, 26’, 62’ Jeszmás 82’, 84’, 86’ | Marcatori |  |

| Arbitro: | Franciosini (Modena) |

|                                |           |  |
| E. Bodini 14’, 31’ Jeszmás 28’ | Marcatori |  |

| Arbitro: | De Renzis (Genova) |

|                                           |           |  |
| Ceria 20’ Mattuteia 48’ Piccaluga 73’ 84’ | Marcatori |  |

| Arbitro: | Vagge (Genova) |

|               |           |  |
| Poli 24’, 68’ | Marcatori |  |

| Arbitro: | Mauro (Milano) |

|  |           |                           |
|  | Marcatori | 47’ Poli 68’ Dalle Vedove |

| Arbitro: | U.Gama (Milano) |

|                       |           |               |
| Catto 35’ Alberti 68’ | Marcatori | 80’ E. Bodini |

| Cremona 6 dicembre 1925 8ª giornata | Cremonese                | 0 – 0 | Juventus | Stadio Giovanni Zini\| Arbitro: \| Pinasco (Sestri Ponente) \| |
| Arbitro:                            | Pinasco (Sestri Ponente) |       |          |                                                                |

| Arbitro: | Sessa (Milano) |

|               |           |          |
| A. Busini 51’ | Marcatori | 16’ Poli |

| Arbitro: | Girelli (Verona) |

|                           |           |            |
| E. Bodini 28’ Wilhelm 39’ | Marcatori | 10’ Roveda |

| Arbitro: | A.Gama (Milano) |

|                           |           |                                  |
| Tritz 13’ E. Banchero 37’ | Marcatori | 7’ Dalle Vedove 54’, 81’ Jeszmás |

#### Girone di ritorno
| Arbitro: | Pinasco (Sestri Ponente) |

|               |           |  |
| E. Bodini 16’ | Marcatori |  |

| Arbitro: | Franciosini (Modena) |

|                             |           |             |
| A. Bandini 3’ Silvestri 10’ | Marcatori | 65’ Wilhelm |

| Arbitro: | Zanon (Vicenza) |

|                                         |           |         |
| Aimi 3’ Donelli 40’ (rig.) Mattioli 82’ | Marcatori | 2’ Poli |

| Arbitro: | Montessoro (Torino) |

|                                   |           |                            |
| Tansini 12’, 46’ Jeszmás 18’, 43’ | Marcatori | 87’ Gardini 90’ L. Bajardi |

| Mantova 4 aprile 1926 16ª giornata | Mantova         | 0 – 0 | Cremonese | Campo Ippodromo Te\| Arbitro: \| U.Gama (Milano) \| |
| Arbitro:                           | U.Gama (Milano) |       |           |                                                     |

| Arbitro: | Malagodi (Ferrara) |

|             |           |  |
| Jeszmás 33’ | Marcatori |  |

| Arbitro: | Enrietti (Torino) |

|             |           |  |
| Jeszmás 35’ | Marcatori |  |

| Arbitro: | Pozzi (Monza) |

|                                   |           |  |
| Hirzer 10’, 67’ Munerati 76’, 81’ | Marcatori |  |

| Arbitro: | Turbiani (Ferrara) |

|                         |           |              |
| Wilhelm 28’ Jeszmás 51’ | Marcatori | 77’ Vecchina |

| Arbitro: | Franciosini (Modena) |

|                  |           |             |
| Bodrato 30’, 48’ | Marcatori | 75’ Wilhelm |

| Arbitro: | Sanguineti (Genova) |

|                                             |           |  |
| Cassanelli 27’ Tansini 62’ Dalle Vedove 86’ | Marcatori |  |